# Paraargyresthia japonica
Paraargyresthia japonica är en fjärilsart som beskrevs av Sigeru Moriuti 1969. Paraargyresthia japonica ingår i släktet Paraargyresthia och familjen spinnmalar. Inga underarter finns listade i Catalogue of Life.